# کژدم (فیلم)
کژدم (انگلیسی: Scorpion) فیلمی در ژانر اکشن، درام، و مهیج است که در سال ۲۰۰۷ منتشر شد. از بازیگران آن می‌توان به کلوویس کرنیاک اشاره کرد.